# Voi con và những người bạn
Voi con và những người bạn (tên gốc tiếng Anh: Horton Hears a Who!) là một bộ phim hoạt hình máy tính hài phiêu lưu Mỹ 2008 dựa trên cuốn sách cùng tên của Dr. Seuss. Phim của đạo diễn Jimmy Hayward, Steve Martino, và được sản xuất bởi Blue Sky Studios. Phim được công chiếu ngày 14 tháng 3 năm 2008 bởi 20th Century Fox.